# Euproctis dersa
Euproctis dersa är en fjärilsart som beskrevs av Moore 1859. Euproctis dersa ingår i släktet Euproctis och familjen tofsspinnare. Inga underarter finns listade i Catalogue of Life.